# Antainambalana
Antenambalana
L'Antainambalana ou Antenambalana est un fleuve du versant est de l'île de Madagascar, de la région Analanjirofo au nord de Madagascar, qui se jette dans l'Océan Indien, dans la baie d'Antongil, la plus grande du pays, sur sa côte est. Son embouchure se trouve dans les faubourgs est de la ville de Maroantsetra.

## Géographie
Selon Géoportail, la source cette rivière est à la confluence des Manampatrana et Manamdriana.

## Affluent
L'Amparihy est un affluent gauche : 15° 04′ 31″ S, 49° 21′ 17″ E